# 振華道
振華道（英語：Chun Wah Road），位於香港牛頭角佐敦谷龍山，連接牛頭角道至康寧道。這道路約於1952年已經啟用，並於1979年因樂華邨興建而將振華道重建。現時，振華道是前往樂華邨的必經之路，全線三線雙向行車。

## 概要

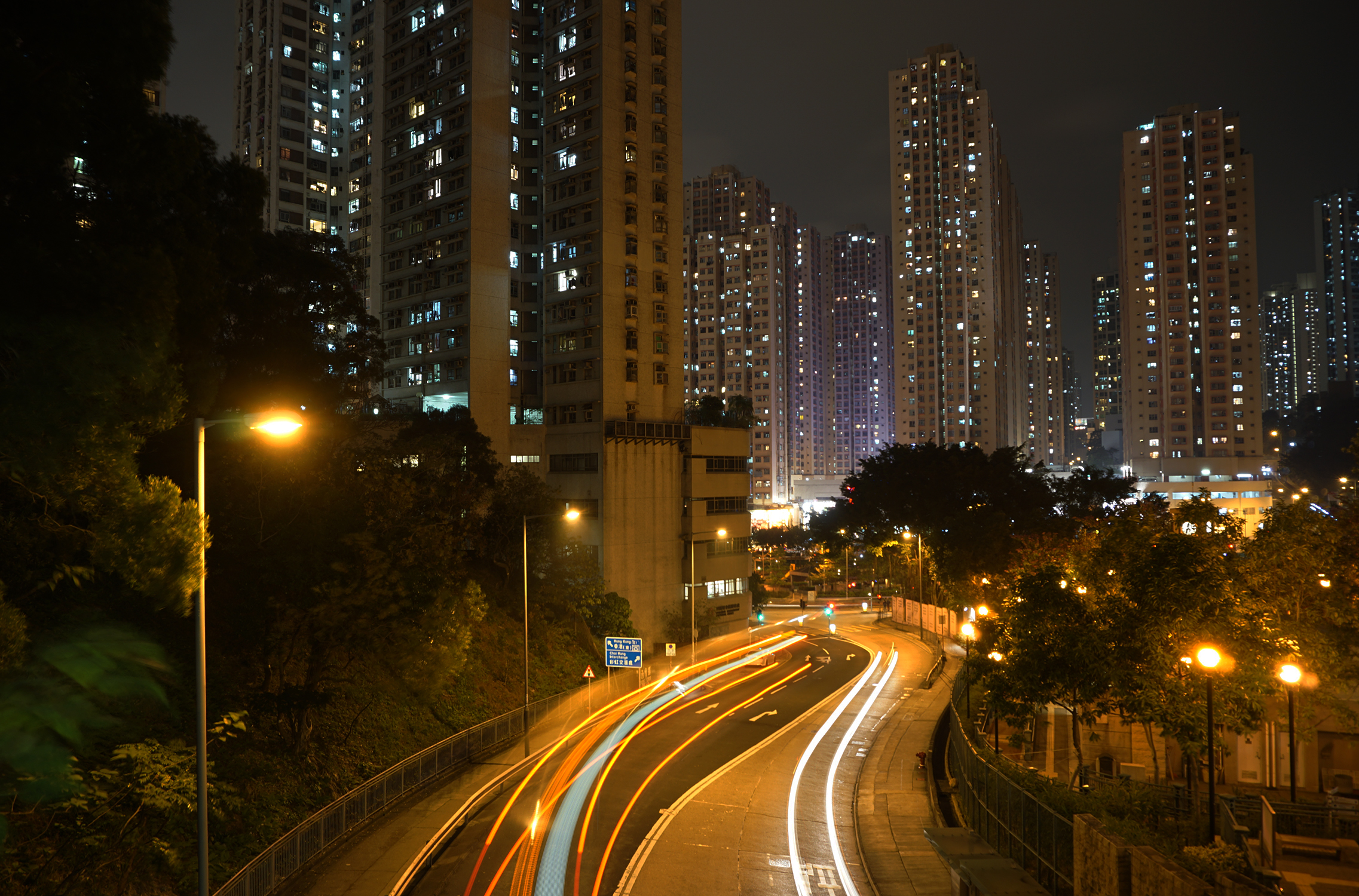
振華道近振華苑

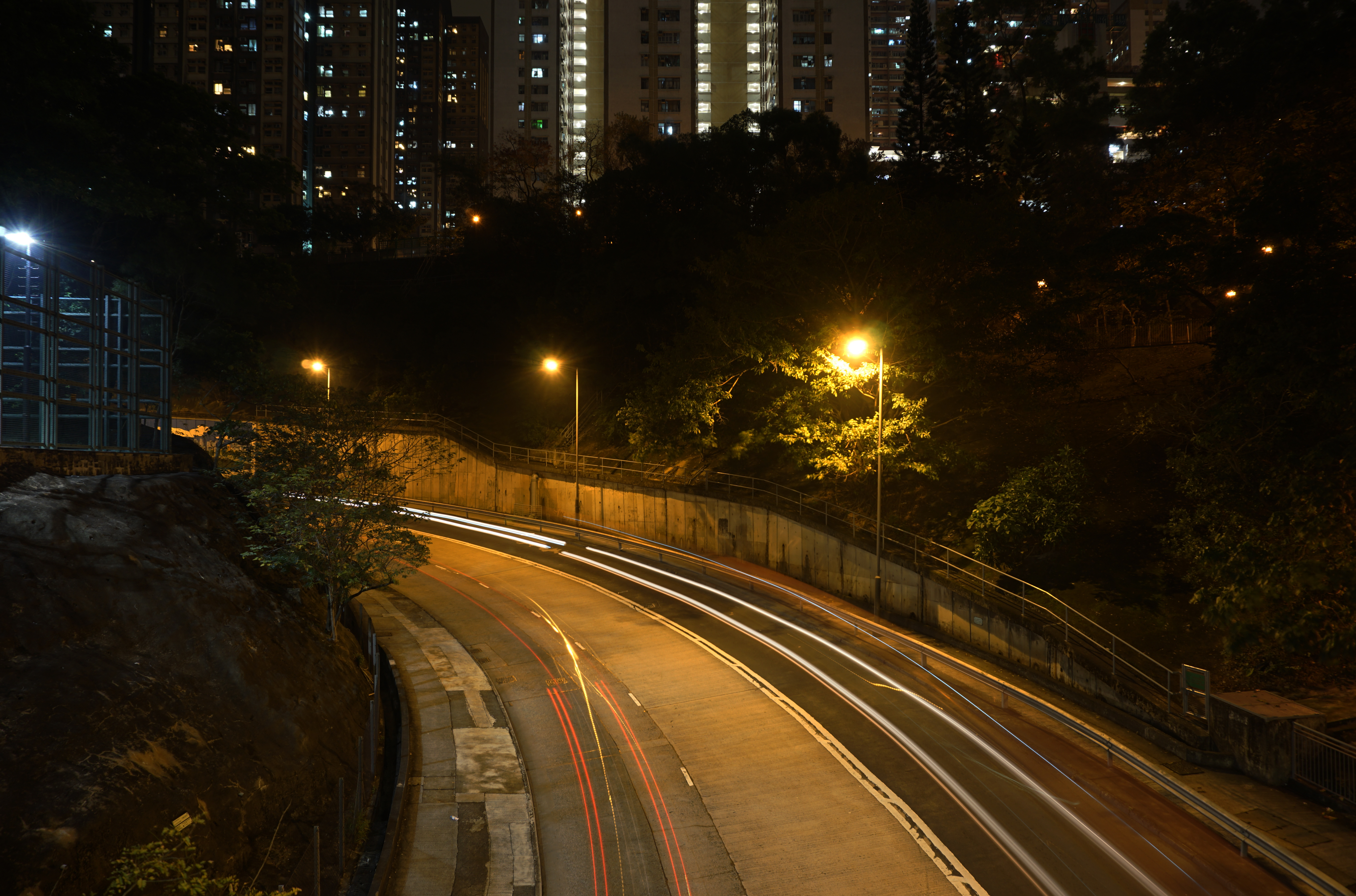
振華道近樂華邨達華樓

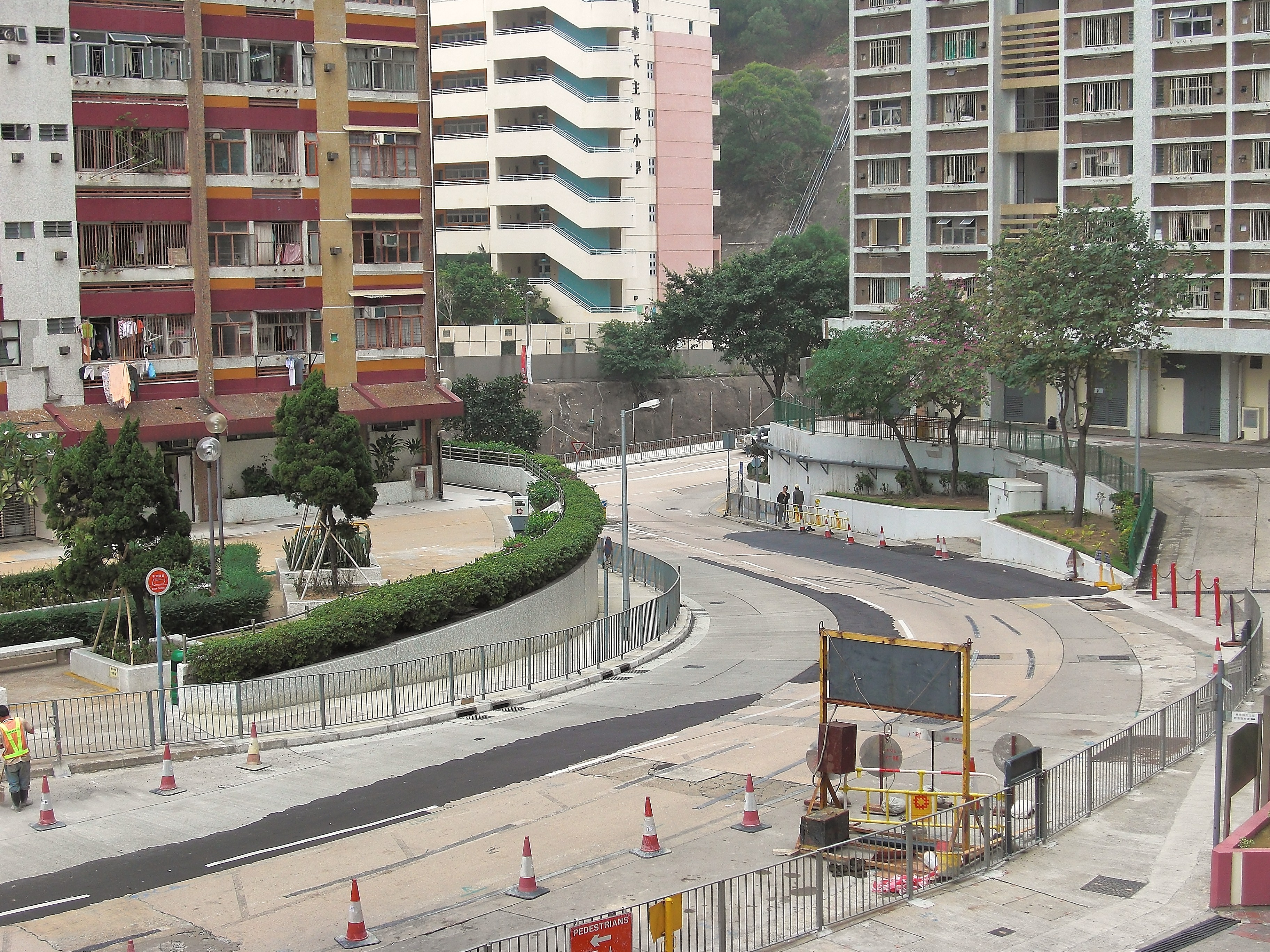
樂華邨通道振華道入口

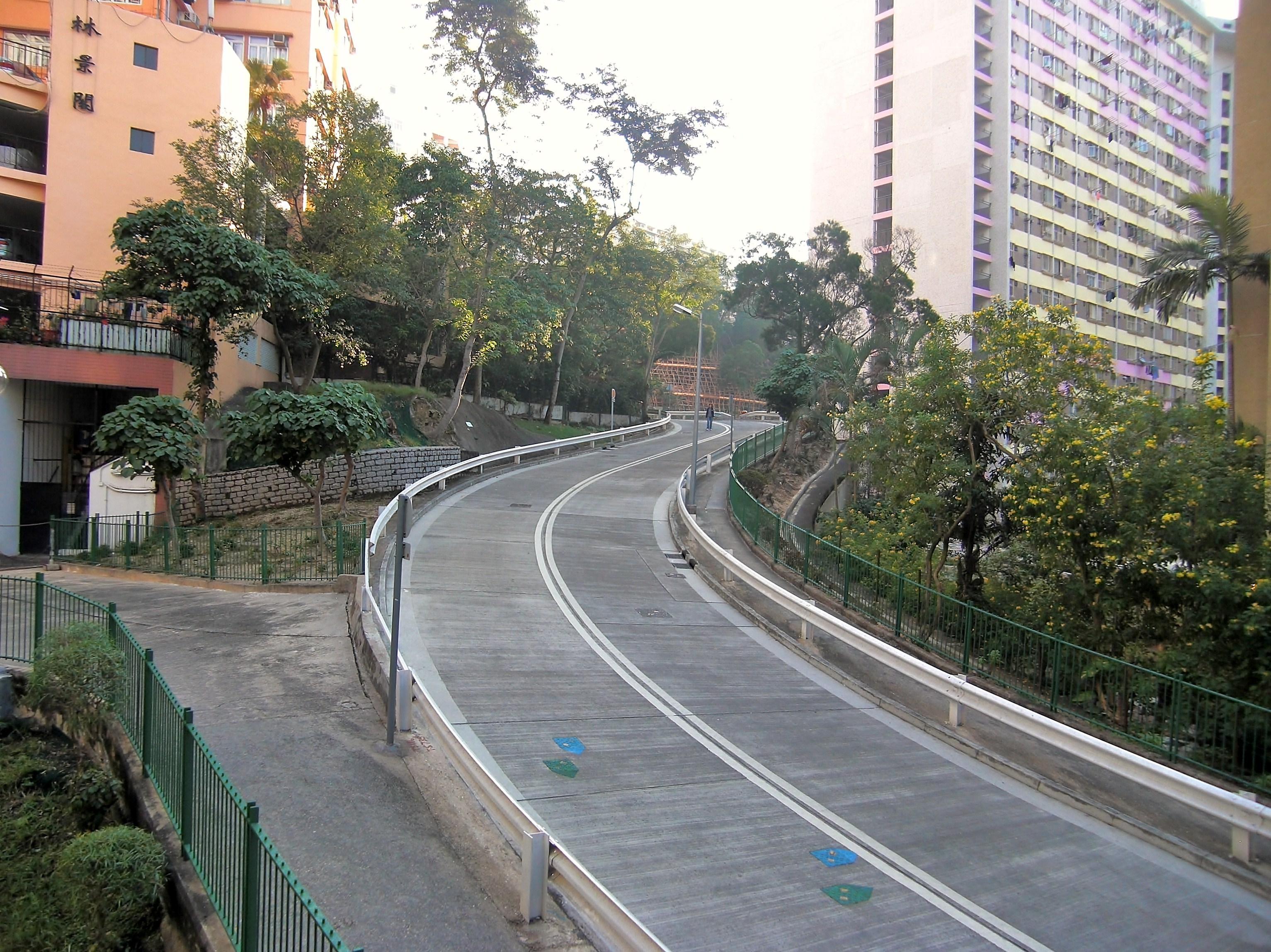
連接樂華邨通道至功樂道的未命名路

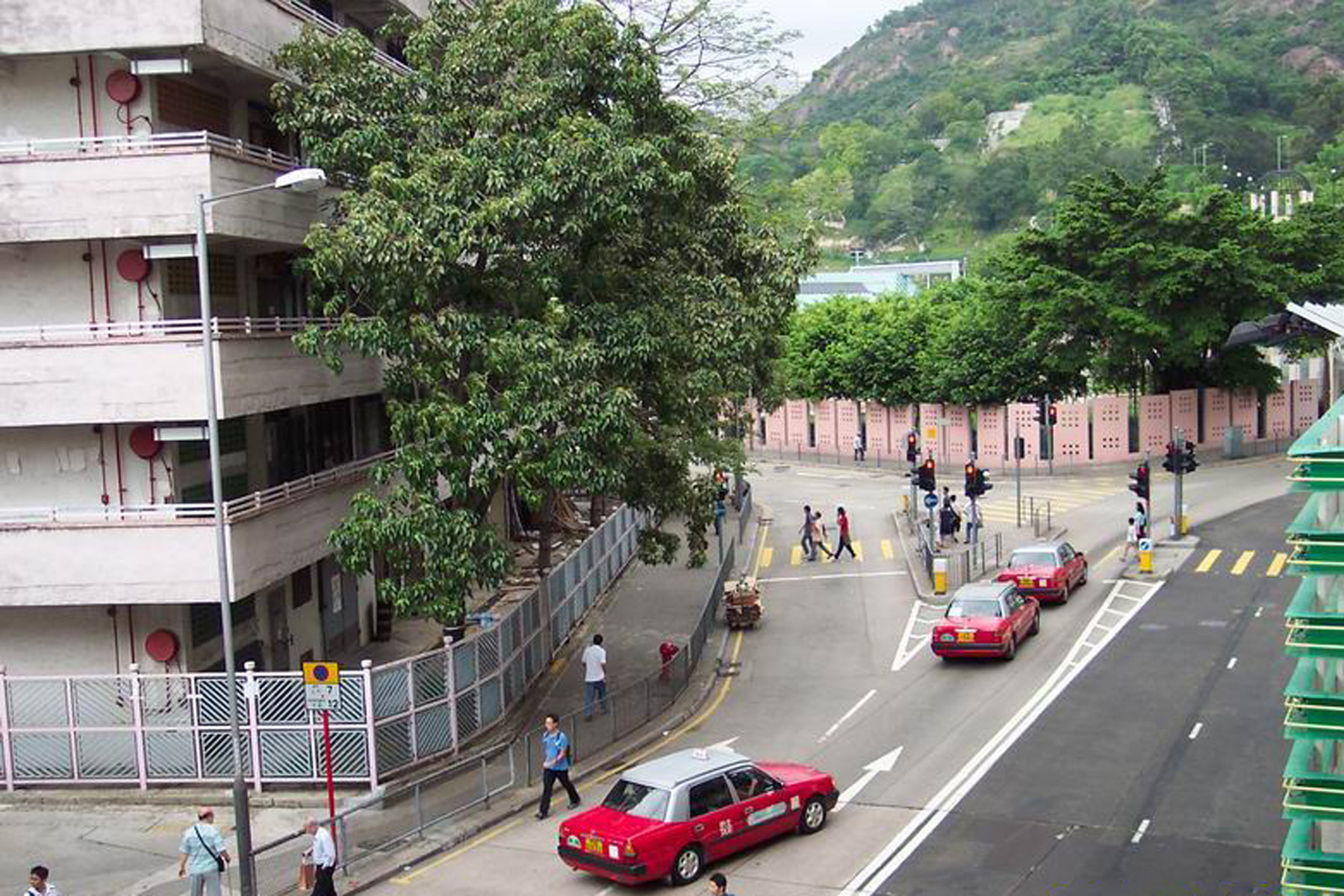
振華道與彩霞道交界改善工程前的模樣

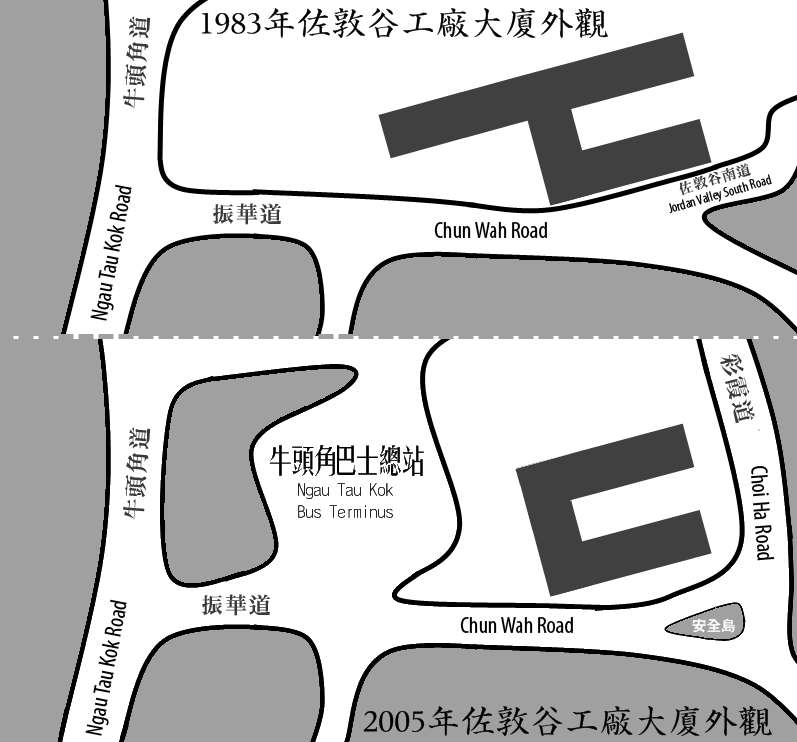
圖中可見振華道與彩霞道交界的變化

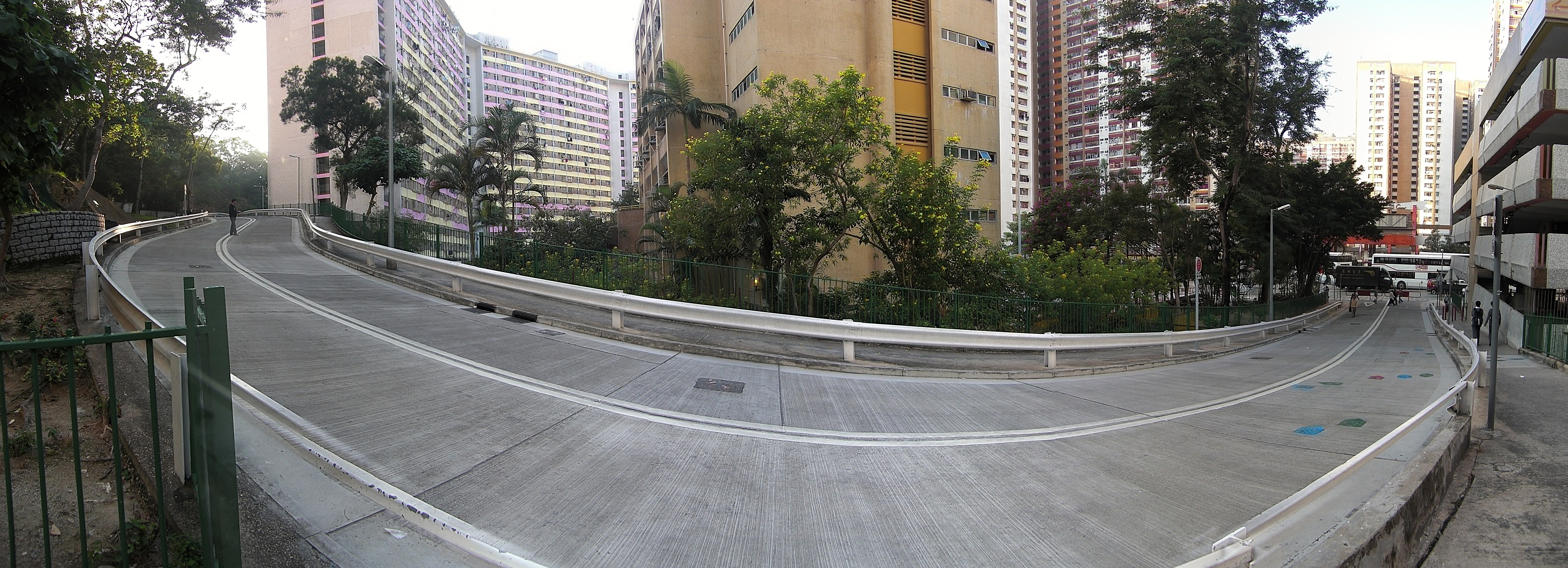
未命名路一景

重建後的振華道，於1984年2月24日由市政局命名，並於1984年3月2日之第665號政府憲示刊憲。由市政局一份名為「有關牛頭角一條要道命名事宜 」 的文件內指出，早前因興建樂華邨而建築了一條新路，連接於1979年沒有被封閉的一段振華道。新路長930米，由振華道與佐敦谷南道交界處開始，繞過樂華邨北面，然後至距離功樂道與康寧道交界處以北約250米與康寧道會合。

### 樂華邨通道
樂華邨通道（英語：Lok Wah Estate Access Road），是一條由振華道伸展到樂華邨內部及樂華遊樂場的通道，位置與昔日的龍山道大致相同。由其與振華道之交界起，於樂華南北邨之間行約50米，向西轉後行約200米，終點盡頭位於樂華南邨展華樓之南邊。道路內有22M專線小巴總站及樂華巴士總站，所以該通道為振華道中最繁忙的分支路。

### 未命名路
於樂華邨通道近樂華巴士總站與功樂道之間，存在一條長期處於封閉狀態，長約110米的通道。由於振華道重建後出現了很大的改變，守仁徑已經不能連接振華道，所以政府於樂華邨通道內設置了一條沒有命名的道路，連接樂華邨通道至功樂道，取締守仁徑昔日在振華道上的功能。但這道路只為一條緊急車輛通道，並不開放使用。

### 振華道與彩霞道交界
振華道與彩霞道交界曾於2006年11月7日起進行道路交界改善工程。因應彩雲道及佐敦谷毗鄰的發展計劃中，要求為觀塘區區內多個道路交界進行道路交界改善工程，其中振華道與彩霞道交界被選中成為道路交界改善工程一部分。重建前的振華道與彩霞道交界，大致如下：
- 靠近佐敦谷工廠大廈一旁有一獨立車道連接振華道東行至彩霞道西行；
- 車輛除駛入上列獨立車道外，不得由振華道東行左轉彩霞道西行；
- 由靠近佐敦谷工廠大廈一旁橫過振華道，需穿過連接振華道東行至彩霞道西行的獨立車道，再橫過振華道，方能到達對面

### 鄰近地方
- 佐敦谷工廠大廈
- 振華苑
- 牛頭角巴士總站
- 樂華巴士總站
- 佐敦谷遊樂場
- 佐敦谷游泳池
- 樂雅苑
- 振華道體育館
- 樂華邨
- 樂善堂楊仲明小學
- 福建中學
- 樂華天主教小學
- 安基苑

### 連接的道路
- 牛頭角道
- 牛頭角巴士總站通道
- 安華街
- 彩霞道
- 樂雅苑通道
- 樂華邨通道
- 樂華南邨通道
- 康寧道

## 歷史

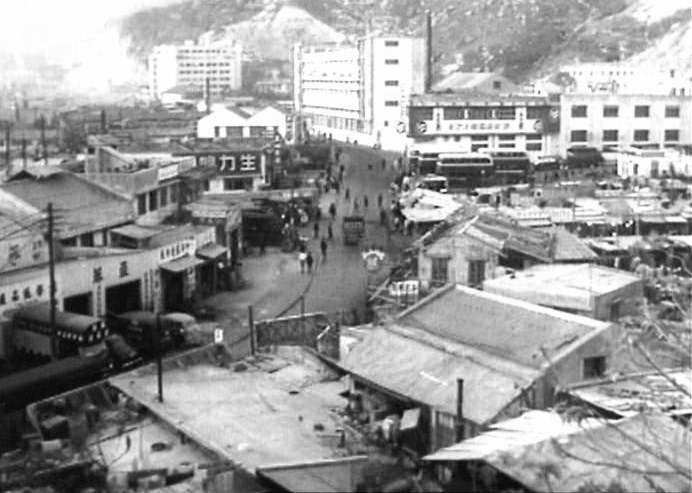
由圖左方可見連接牛頭角道至官塘道的通道之入口

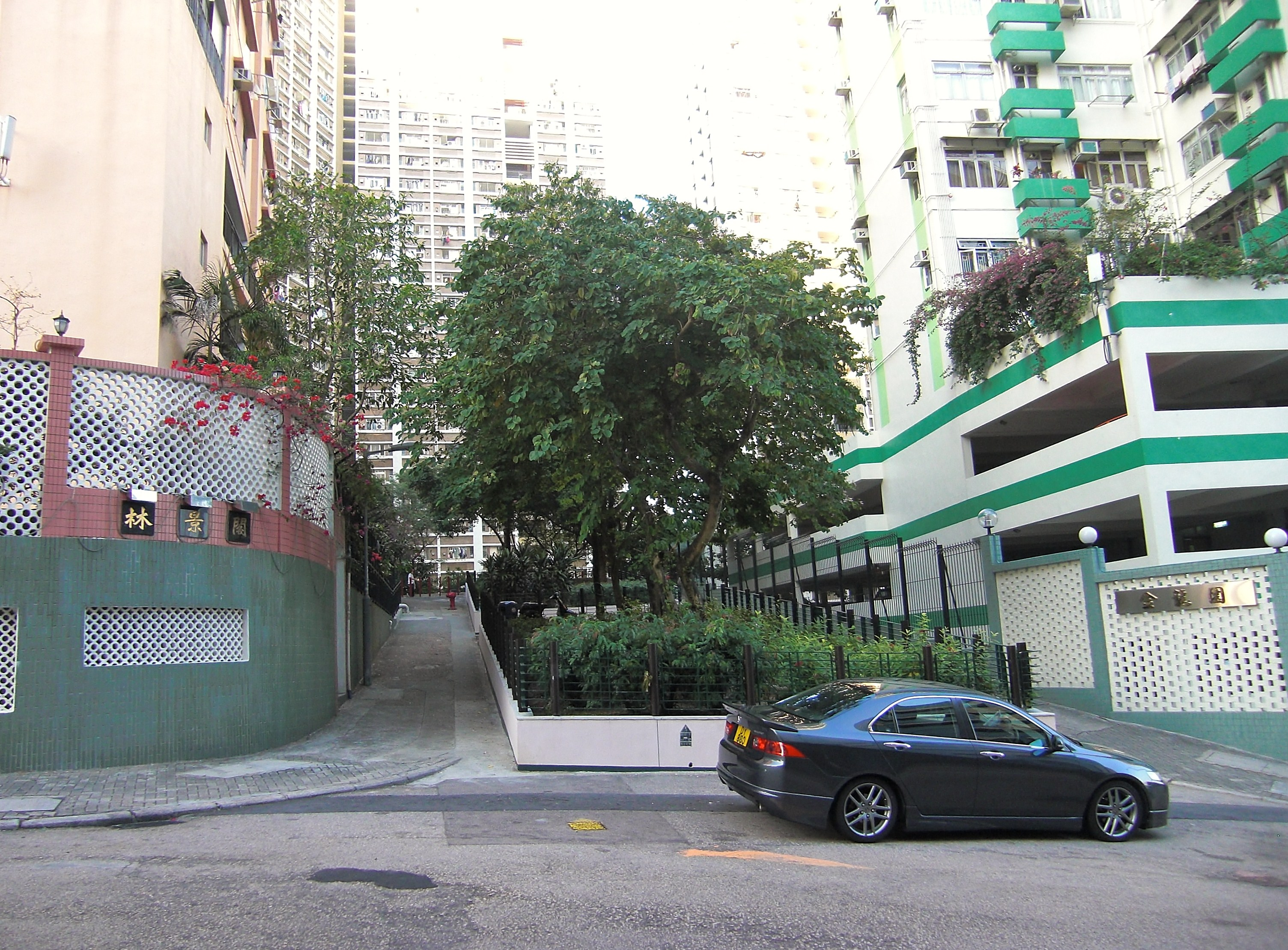
守仁徑小園地一景

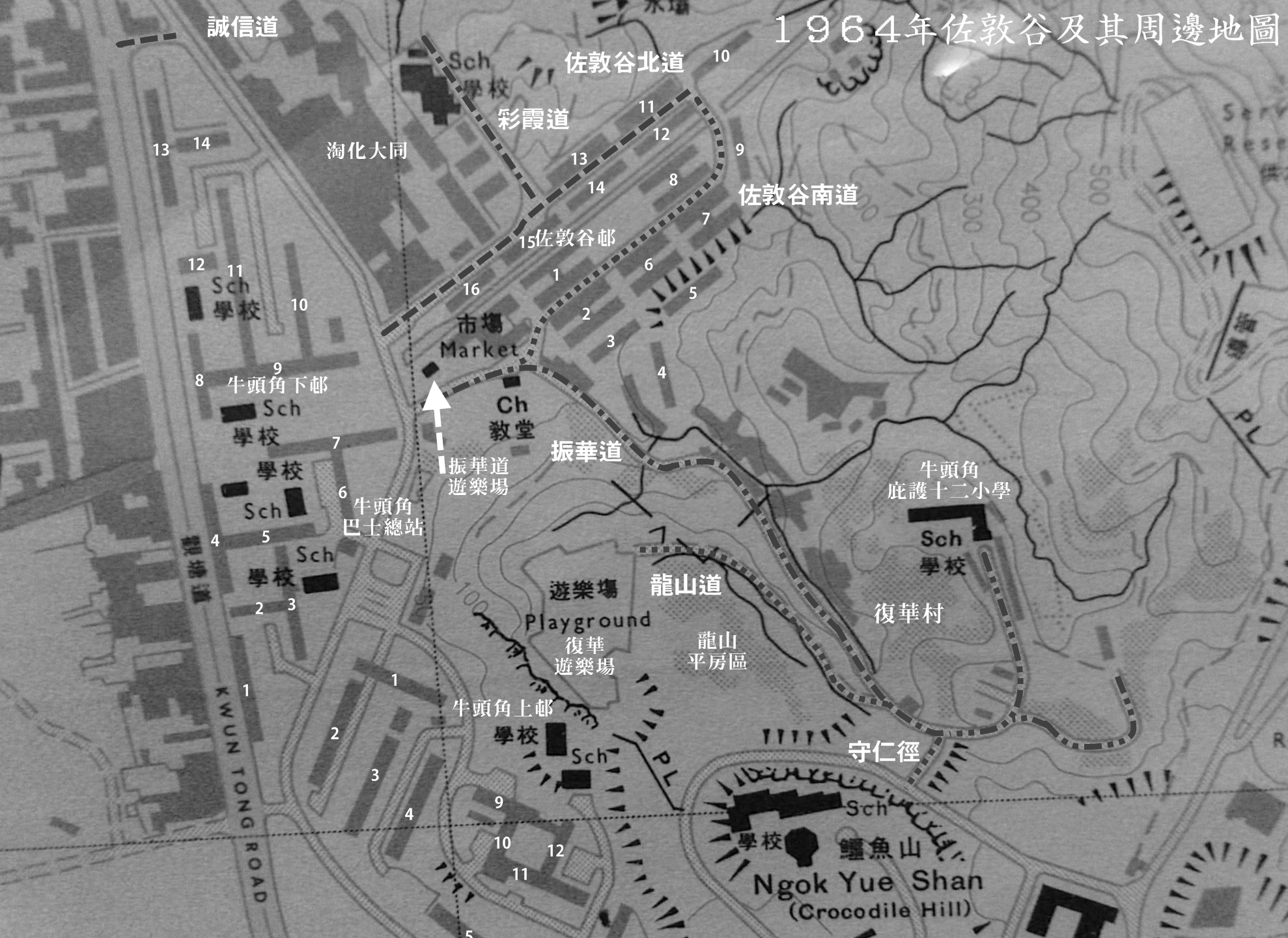
1964年振華道一帶的地圖

在五十年代初期，東九龍地區與牛頭角一帶盡是山頭、是荒涼地方，祇有少數農戶聚居。受中國大陸局勢影響，一批中國國民黨舊軍人遷至香港後，暫居牛頭角、觀塘一帶，他們的聚居處就起名復華村（亦稱福華村；已消失並重建成今天的樂華邨）。正因為以前振華道一帶為中國國民黨勢力範圍，因此連接復華村的要道也被起了一個具有政治色彩──振華道（振興中華）的名字。

### 概要
重建前的振華道於1957年10月11日的第1367號政府憲示連同龍山道及黃大仙竹園平房區內的四條道路一同刊憲，但相信振華道的啟用日期是早於刊憲日期的，因為當年包圍振華道的復華村早於1952年已經存在。根據該政府憲示的描述，重建前的振華道的終點位置並非位於今天的牛頭角道，而是在牛頭角村（牛頭角平房區）西邊的官塘道。由於缺乏50年代的地圖，以及該街道的命名圖則，因此不能確定連接牛頭角道至官塘道一段振華道位處何方。由香港華僑日報出版的1967年香港年鑑當中，可以發現有一條沒有標示名稱的道路連接牛頭角道至官塘道而又位於振華道與牛頭角道交界附近，當中更有巴士行經。如果1367號政府憲示的內容正確無誤，振華道有可能包含上列的未命名路，但亦不能排除是這份政府憲示出現錯誤。但不論最初振華道的盡頭是否位於官塘道，上列的未命名路已因牛頭角下邨的興建工程而消失。

#### 走線
重建前的振華道大致位於現樂雅苑及樂華北邨的附近，無論斜度抑或位置，與現時的振華道，對比可為相當之大。據該1957年10月第1367號政府憲示的描述，重建前的振華道起點在官塘道東行距離佐敦河（即現佐敦谷渠，於1958年為配合佐敦谷徙置區興建工程而遭填平）以南約100呎的一處與振華道會合後，向東、東南及北面行2900呎，終點盡頭於一間名為「（庇護十二學校）」附近（大約為現樂華天主教小學至樂華社區中心旁的熟食大排擋之間的地方）。 昔日振華道經過其與佐敦谷南道交界後，一直上斜，當路段到達復華村後有一個右轉90度的彎位。經過龍山路及守仁徑交界後，有一條振華道的分支路，另有多條小徑通往復華村各區。昔日如要由振華道前往康寧道，需要由振華道駛入守仁徑後轉入功樂道再駛往康寧道。

#### 重建
港府於1977年開始逐步清拆龍山一帶的復華村以提供土地興建公共房屋，這項計劃稱為「鱷魚山／振華道公共房屋計劃」。在這項計劃下需於龍山一帶進行平整地台等工程，其中振華道因被倂入平整地台範圍之內而需重建，因此現時已經不能再找到重建前振華道的模樣。其後港府正式於1979年12月封閉安華街至守仁徑一段的振華道。重建包括取消振華道連接守仁徑，並以樂華邨通道來取締昔日龍山道在振華道上的功能，以及把振華道終點伸延到康寧道交界。振華道曾經有一個以該路命名的遊樂場，現已消失。

#### 重建前振華道鄰近建築
- 振華道遊樂場
- 帝國戲院
- 佐敦谷街市
- 佐敦谷工廠大廈
- 復華村（4、7、10區）
- 牛頭角庇護十二學校

註：以上建築物已全部消失。

#### 重建前振華道連接的道路
- 牛頭角道
- 佐敦谷南道
- 安華街
- 龍山道
- 守仁徑

### 龍山道
龍山道（英語：Lung Shan Road），這道路已在樂華邨建成後消失，大致位於牛頭角龍山平房區（位置大約為現樂華南邨及樂華邨通道一帶），為振華道到達龍山後的第一個分支路。起點在振華道與觀塘道之交界約1900呎遠的地點與振華道會合，向西北直行後轉南行1320呎，終點盡頭於復華遊樂場東邊。

### 守仁徑
守仁徑（英語：Sau Yan Path），為一條位於牛頭角功樂道林景閣旁，現已停用的街道。當年該路與振華道連接，方便車輛由功樂道進出振華道。守仁徑於1974年4月5日改為單程行車並於1979年12月連同振華道一同封閉。與振華道不同，守仁徑並沒有再重新啟用，而被改建為守仁徑小園地。

### 振華道遊樂場
振華道遊樂場（英語：Chun Wah Road Playground）於1972年啟用，後因應牛頭角市政大廈工程影響而被遷移，遊樂場已在新牛頭角巴士總站建成後消失。而當時遊樂場的新選址為今天的牛頭角道天橋休憩花園。前市政局檔案「」內有以下對振華道遊樂場的描述：
「振華道遊樂場，於1972年啟用，是由一個籃球場及4張公園板凳組成。該遊樂場面積大約有797平方米，位於振華道與牛頭角道交界、明渠一旁(即佐敦谷渠)的土地。」

## 圖片集

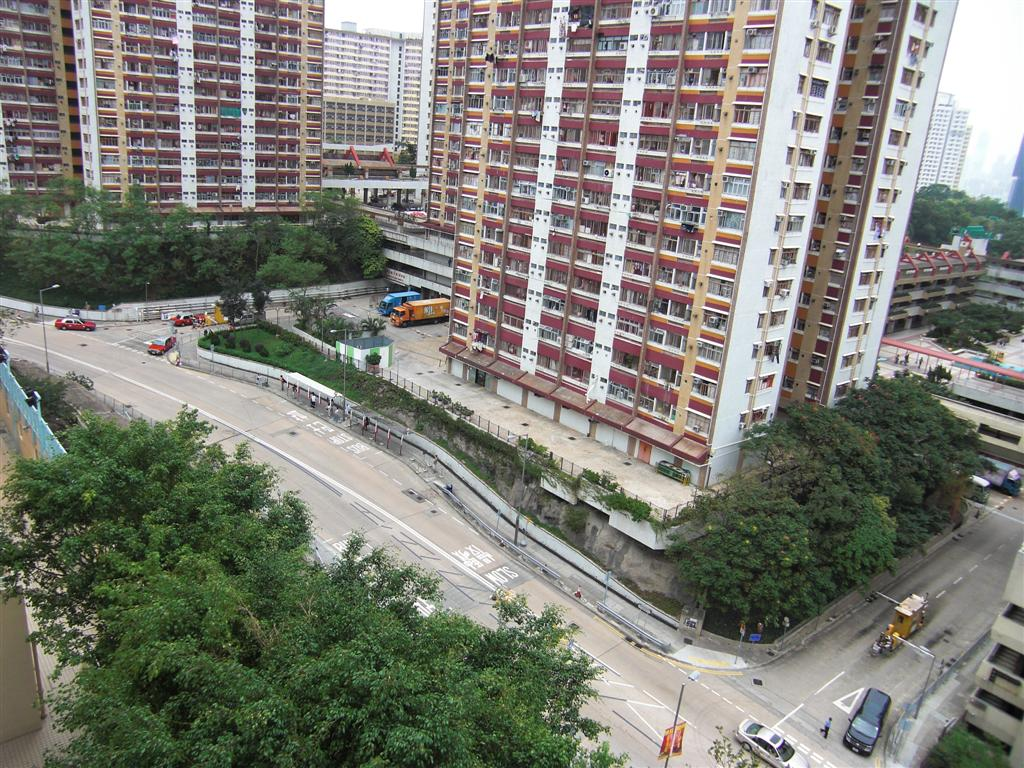
振華道樂雅苑巴士站一景，圖下方為樂雅苑通道入口
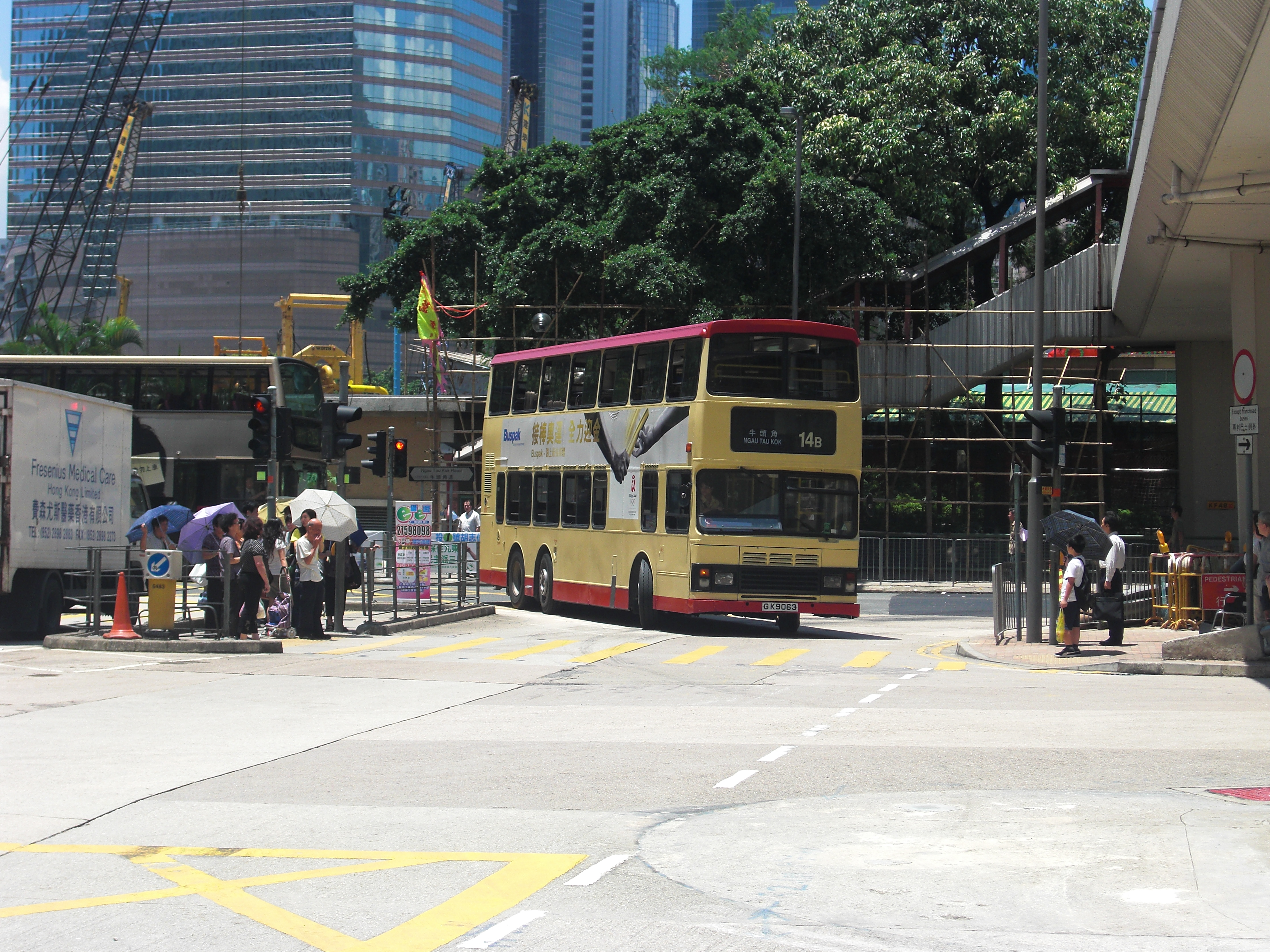
一輛九巴14B線巴士正由振華道進入牛頭角巴士總站
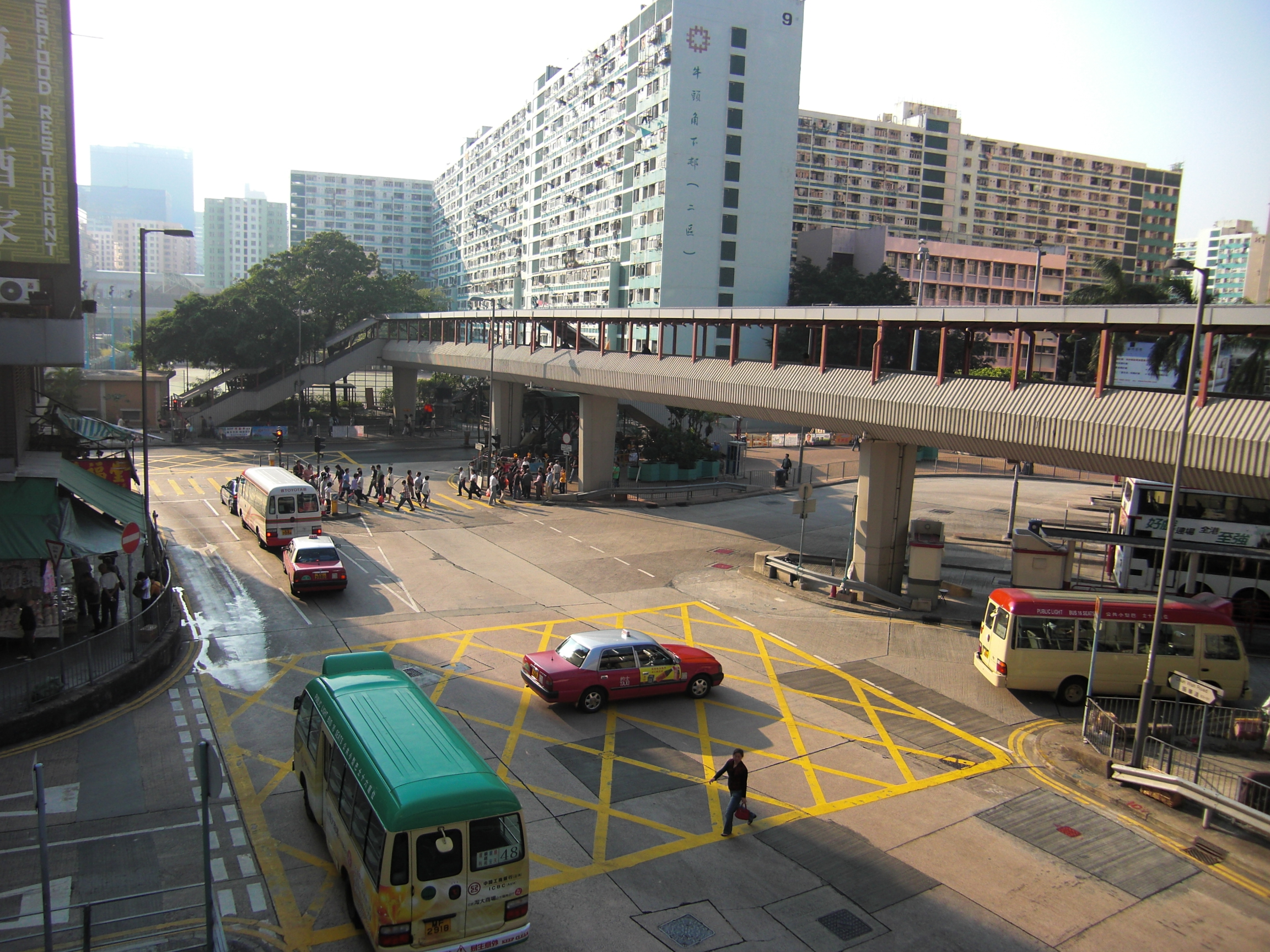
振華道與牛頭角道、牛頭角巴士總站及安華街的交界
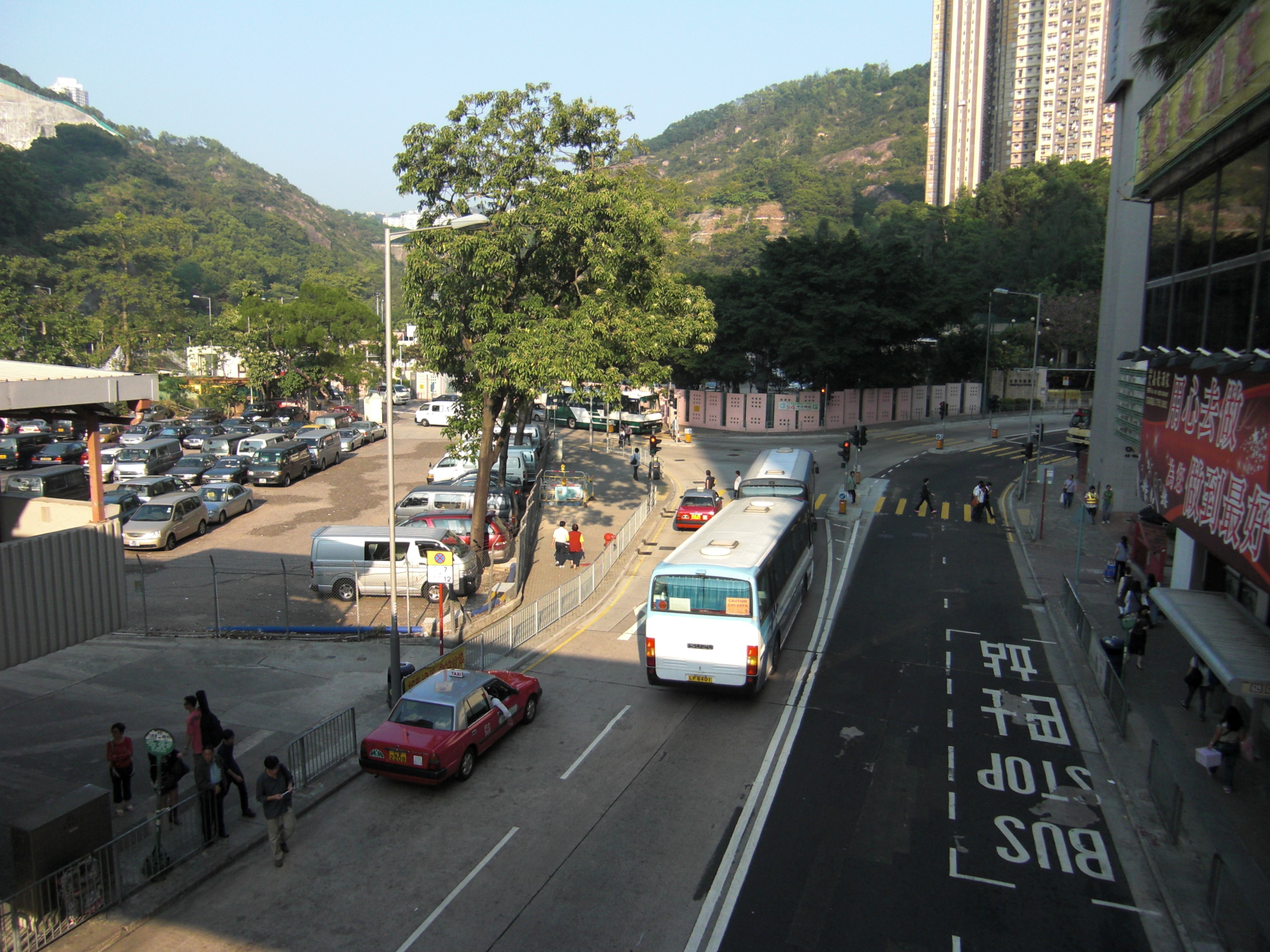
振華道前往樂華邨一段，圖中可以看見振華道與彩霞道交界
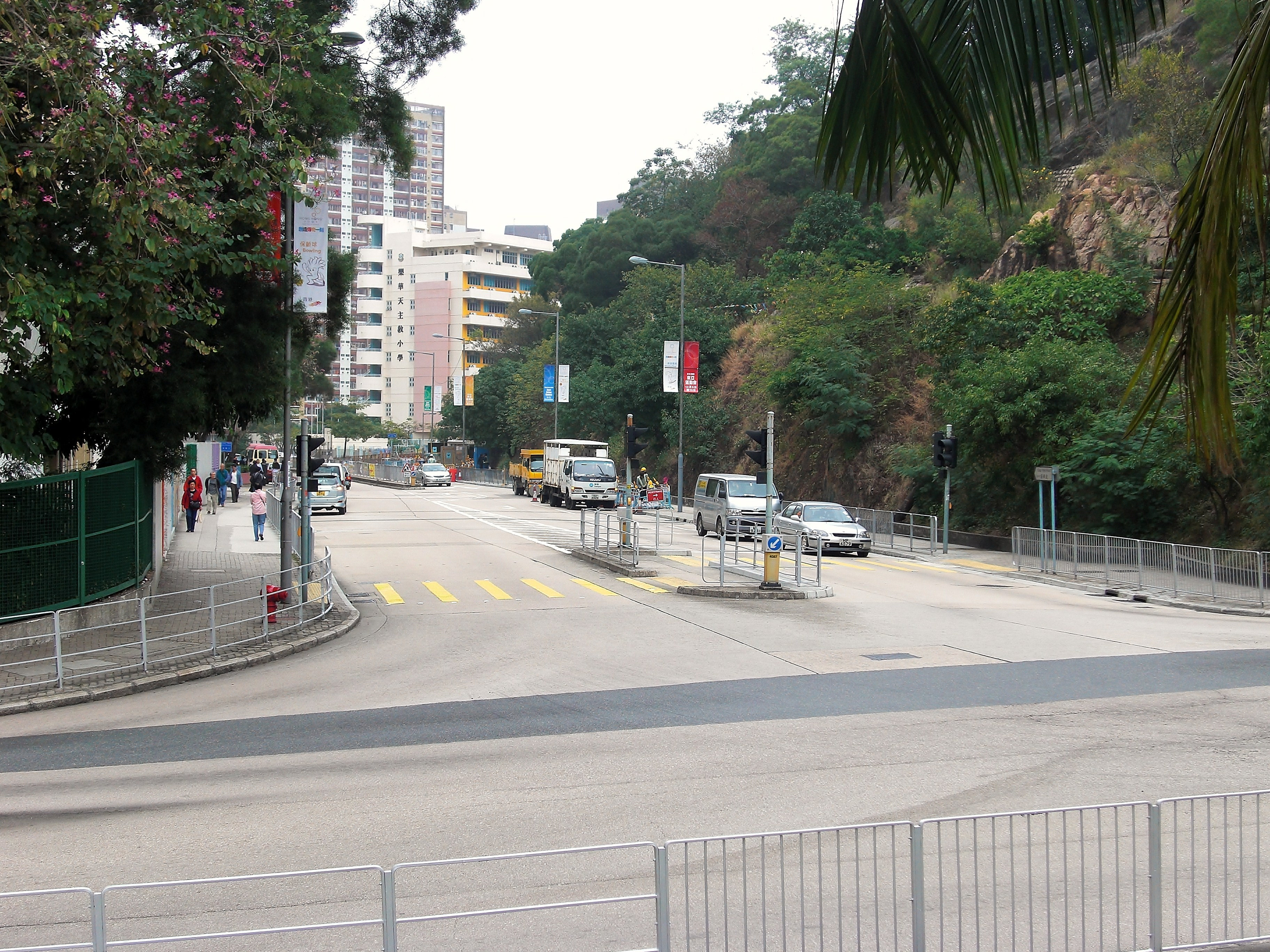
振華道與康寧道之交界

## 相關
- 牛頭角
- 佐敦谷